# Grad A'arif
Grad A'arif ali Aeref, ki leži na vrhu gore z istim imenom, je v središču mesta Ḥaʼil. Zgrajen sem bil, da bi varoval mesto pred morebitnimi sovražniki in je danes postal razglednik, ki ponuja čudovit pogled na severno mesto. Domnevajo, da je bil grad zgrajen leta 1840. Velja za eno od znamenitosti Hailske dediščine, odlikuje pa ga lega, ki je dobro vidna z vseh koncev mesta. Pred kratkim je bila utrdba A'arif odprta za turiste kot dediščina.

## O gradu
Grad A'arif je eden najpomembnejših kulturnih spomenikov v regiji Hail, njegova prva gradnja pa naj bi se zgodila v času vladavine družine Al Ali ob koncu 11. in v začetku 12. stoletja po hidžri (19. stoletje našega štetja), to je okoli leta 1840 in je bil zgrajen z namenom opazovanja, zato je bila pri njegovi gradnji upoštevana preprostost. Obnovljen je bil v obdobju Al Rašida, dokler ni dosegel svoje današnje oblike v dobi saudske vladavine. Med saudsko vladavino je bila trdnjava uporabljena za opazovanje ramadanske lune in za streljanje iftarskih topov.

## Opis gradu
Grad pravokotne oblike, zgrajen iz blata in gline, je dolg 40 metrov in širok 11 metrov ter zavzema površino približno 440 kvadratnih metrov. Imel je odprtine, stražne stolpe in okna (turma), ki so jih uporabljali vojaki, da bi opazovali vse bližajoče se sovražne elemente. Ima tudi stanovanjsko območje, mošejo, kopališča, molilnice, sanitarije, skladišča in druge objekte, ki so državljanom omogočali dolgotrajno bivanje. Je pravokoten grad srednje velikosti, obdan s trdnim obzidjem in opremljen z odprtinami za odtok meteorne vode. Grad odlikujejo tudi velika lesena vrata z vgraviranimi napisi.